# Petrus Perençanus
Petrus Perençanus (Perenzanus, Perincanus, Perinzanus, Petar Perencan), zadarski notar iz 14. stoljeća. Iz eshatokola isprava koje je sastavljao saznajemo da je bio podrijetlom iz talijanskog grada Padove, sin pokojnog gospodina Acona de Lemicetisa (Petrus dictus Perençanus condam domini Açonis de Lemicetis de Padua).

### Djelovanje
O Petru Perencanu nema mnogo podataka. Imao je titulu profesionalnog notara (notarius imperiale auctoritate) iz čega proizlazi da se najvjerojatnije kao i većina notara s istočnojadranske obale, školovao u Bologni gdje je djelovalo veoma ugledno pravno sveučilište na koje su se slali notari na usavršavanje svog zanata. Naime, za obavljanje notarske službe osim pravilnog sastavljanja isprava prema određenim kancelarijskim pravilima, bilo je potrebno i poznavati zakone.
Iz sačuvanih notarskih spisa može se odrediti vrijeme njegovog djelovanja kao notara u razdoblju od 1361.
do 1391. godine. Upravo 60-tih godina 14. stoljeća kada je Perencan počeo svoje djelovanje kao javni notar, bilo je još djelatno osam notara što ukazuje na činjenicu da je privredni život u Zadru procvao nakon Zadarskog mira 1358. godine kad se Zadar za neko vrijeme otresao vrhovne mletačke vlasti i priznao vlast ugarskog kralja Ludovika I. Anžuvnica (1342. – 1382.). No Petar Perencan je ostao jedan od rijetkih koji je djelovao dugi niz godina u svojoj službi, možda zbog toga što se uklapao u idealnu sliku o notaru, koju je upravo on sastavio prema diktatu Velikog vijeća grada Zadra prilikom izbora novog notara 1366. godine koja glasi ovako: "Qui sit moderatus, sapiens, bonus scriptor, dictator litterarum, litteratus et bonus ratiocinator ac bone condicionis et fame."

### Sačuvani spisi
Iz dugogodišnje notarske službe Petra Perencana uspio se sačuvati njegov notarski registar ili knjiga imbrevijatura iz razdoblja od 1366. do 1391. godine koja se nalazi u Državnom arhivu u Zadru. Njegov notarski registar podijeljen je u četiri buste. No u potpunosti se može pročitati samo prva busta i dio druge. Sve ostalo je više ili manje oštećeno zbog vlage.
Osim ovog registara sačuvane su i neke njegove pojedinačne isprave na pergameni koje se također čuvaju u Državnom arhivu u Zadru u različitim fondovima (riječ je o fondovima samostana sv. Krševana, sv. Dominika, sv. Nikole, rogovskog samostana). Osim u Državnom arhivu u Zadru, neke njegove isprave se nalaze i u Znanstvenoj knjižnici u Zadru, u arhivu samostana sv. Marije u Zadru, u arhivu franjevačkog samostana u Zadru, u Arhivu HAZU u Zagrebu.